# Каски, Оливер
Оливер Каски (фин. Oliwer Kaski; 4 сентября 1995, Пори, Финляндия) — финский хоккеист, защитник и сборной Финляндии. Чемпион мира 2019 года, серебряный призёр чемпионата мира 2021 года.

## Биография
Воспитанник хоккейного клуба «Эссят», выступал в юниорских соревнованиях Финляндии. С 2015 по 2017 году учился в Западном Мичиганском университете в Каламазу, выступал за студенческую команду в соревнованиях США. В сезоне 2016/17 дебютировал в высшей лиге Финляндии за команду ХИФК. Также сыграл 3 матча во второй лиге за клуб «Киекко-Вантаа». За ХИФК провёл два сезона, в сезоне 2018/19 выступал за команду «Пеликанс». Завоевал два индивидуальных трофея финской лиги — лучший игрок регулярного сезона и лучший бомбардир среди защитников лиги.
28 мая 2019 года в качестве свободного агента подписал контракт с командой НХЛ «Детройт Ред Уингз». Сезон 2019/20 начинал в Американской хоккейной лиге в составе «Гранд-Рапидс Гриффинс», в декабре был обменян в команду «Каролина Харрикейнз». Продолжил выступление в АХЛ за фарм-клуб команды, «Шарлотт Чекерс».
18 июня 2020 года стало известно, что Каски подписал односторонний контракт на один год с ХК «Авангард». В своём первом сезоне сыграл 82 матча, в которых набрал 44 (16+28) очка при показателе полезности +5, и вместе с командой стал обладателем Кубка Гагарина.
11 июня 2021 года пресс-служба ХК «Авангард» сообщила, что Каски остаётся с командой ещё на один сезон.
18 июля 2025 года стал хоккеистом «Кёльнер Хайе».

## В сборной
В 2019 году дебютировал в составе сборной Финляндии на чемпионате мира по хоккею с шайбой. Вместе с командой завоевал золотые медали первенства. В десяти матчах турнира Оливер отдал две голевые передачи при показатели полезности +3.
В 2021 году на чемпионате мира по хоккею с шайбой, проходившем в Риге (Латвия), завоевал серебряные медали. В десяти матчах турнира Оливер отдал три голевые передачи и оформил два буллита в ворота сборной Казахстана и Канады.